# Niedererlinsbach
Niedererlinsbach é uma comuna da Suíça, no Cantão Soleura, com cerca de 2.222 habitantes. Estende-se por uma área de 5,87 km², de densidade populacional de 379 hab/km². Confina com as seguintes comunas: Aarau (AG), Eppenberg-Wöschnau, Erlinsbach (AG), Niedergösgen, Obererlinsbach, Schönenwerd, Stüsslingen.
A língua oficial nesta comuna é o Alemão.